# Datorkluster

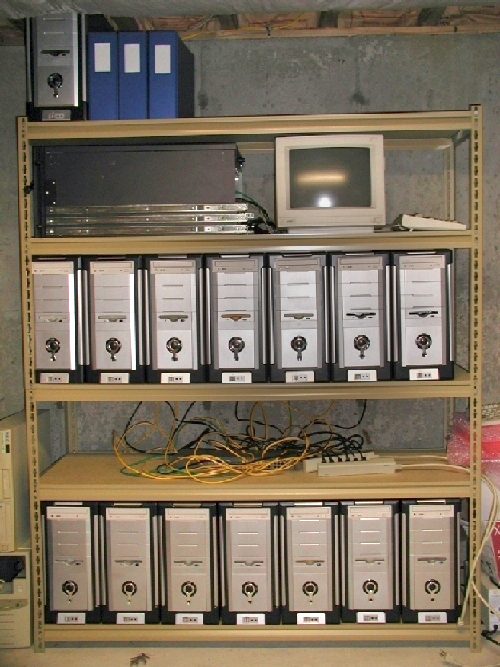
Ett Beowulf-kluster av fjorton vanliga PC-datorer.

Datorkluster, kluster eller klase är ett antal parallellt arbetande datorer som delar på arbetet att betjäna inkommande anrop. Klustertekniken är en lösning som ersätter en kraftfull dator med ett antal enklare datorer. En fördel är att priset på hårdvara för att uppnå jämförbara prestanda med ett kluster är betydligt lägre än för en enda kraftfull dator med flera processorer. En annan fördel är att genom att ha flera parallella datorer kan det totala systemet, genom redundans, lättare överleva krascher på enstaka datorer i klustret än en flerprocessor-dator som kraschar.